# سيمون وايت
سيمون وايت (بالإنجليزية: Simon White)‏ (و. 1951 – م) هو عالم فلك، وعالم فيزياء فلكية، وأستاذ جامعي من المملكة المتحدة . وهو عضواً في الأكاديمية الوطنية للعلوم، والجمعية الملكية .

## مناصب وهيئات
أدار جامعة لودفيش ماكسيميليان في ميونخ.

## جوائز
حصل على جوائز منها:
- جائزة شو (2017) [12]
- جائزة ماكس بورن  [لغات أخرى]‏ (2010)
- الميدالية الذهبية للجمعية الفلكية الملكية (2006)
- جائزة دانيال هاينمان للفيزياء الفلكية (2005)
- جائزة هلين ب. وارنر لعلم الفلك (1986)
- جائزة غروبر في علم الفلك [الإنجليزية]‏
- زميل في الجمعية الملكية.